# (21754) Tvaruzkova
(21754) Tvaruzkova (1999 RZ183) – planetoida z pasa głównego asteroid okrążająca Słońce w ciągu 3,58 lat w średniej odległości 2,34 j.a. Odkryta 9 września 1999 roku.